# Eredivisie
Eredivisie (phát âm tiếng Hà Lan: [ˈeːrədivizi]) là hạng đấu bóng đá chuyên nghiệp cao nhất ở Hà Lan. Giải được thành lập vào năm 1956, hai năm sau sự khởi đầu của bóng đá chuyên nghiệp của Hà Lan. Tính đến mùa giải 2023–24, giải đấu được UEFA xếp hạng là giải đấu tốt thứ 6 tại châu Âu.
Eredivisie gồm có 18 câu lạc bộ. Mỗi câu lạc bộ đối đầu với các câu lạc bộ khác hai lần trong mùa giải, một lần tại sân nhà và một lần tại sân khách. Ở cuối mỗi mùa giải, hai câu lạc bộ ở cuối bảng xếp hạng tự động bị xuống hạng đến hạng hai của hệ thống giải đấu Hà Lan, Eerste Divisie, trong khi đội vô địch và á quân của Eerste Divisie tự động được thăng hạng lên Eredivisie. Câu lạc bộ về đích thứ ba từ dưới lên của Eredivisie tham dự vòng play-off thăng hạng/xuống hạng với 6 câu lạc bộ có vị trí cao tiếp theo từ Eerste Divisie.
Đội chiến thắng Eredivisie sẽ giành chức vô địch quốc gia Hà Lan. Ajax đã giành được nhiều danh hiệu nhất với 36 danh hiệu. PSV Eindhoven đứng thứ hai với 25 danh hiệu và Feyenoord theo sau với 16 danh hiệu. Kể từ năm 1965, ba câu lạc bộ này đã giành được tất cả các danh hiệu Eredivisie ngoại trừ ba danh hiệu (các danh hiệu năm 1981 và 2009 thuộc về AZ Alkmaar còn FC Twente giành chiến thắng vào năm 2010). Ajax, PSV và Feyenoord được biết đến là "Big Three" hoặc "Traditional Top Three" (Top 3 truyền thống) của bóng đá Hà Lan. Họ là những câu lạc bộ duy nhất ở thể thức hiện tại chưa bao giờ bị xuống hạng khỏi Eredivisie. Câu lạc bộ thứ tư, FC Utrecht, là sản phẩm của sự hợp nhất năm 1970 giữa ba câu lạc bộ của thành phố Utrecht, mà một trong số đó, VV DOS, cũng chưa bao giờ bị xuống hạng khỏi Eredivisie.
Từ năm 1990 đến năm 1999, tên chính thức của giải đấu là PTT Telecompetitie (theo tên nhà tài trợ, PTT Telecom), được đổi thành KPN Telecompetitie (vì PTT Telecom đổi tên thành KPN Telecom) vào năm 1999 và thành KPN Eredivisie vào năm 2000. Từ năm 2002 đến năm 2005, giải đấu được gọi là Holland Casino Eredivisie. Kể từ mùa giải 2005–06, giải đấu được tài trợ bởi Vriendenloterij (xổ số), nhưng vì lý do pháp lý, tên nhà tài trợ không thể được gắn vào giải đấu (chính phủ Hà Lan phản đối tên này, vì sau khi Holland Casino tài trợ, Eredivisie sẽ một lần nữa được tài trợ bởi một công ty cung cấp trò chơi may rủi).
Vào tháng 8 năm 2012, người ta công khai rằng ông trùm Rupert Murdoch đã đảm bảo quyền sở hữu Eredivisie trong 12 năm với chi phí là một tỷ euro, bắt đầu từ mùa giải 2013–14. Trong thỏa thuận này, năm câu lạc bộ Eredivisie lớn nhất sẽ nhận được năm triệu euro mỗi năm. Vào năm 2020, Eredivisie đã bị hủy bỏ do đại dịch COVID-19.

## Lịch sử
Từ khi thành lập giải vô địch bóng đá quốc gia Hà Lan năm 1898 cho đến năm 1954, danh hiệu đã được quyết định thông qua các trận play-off của một số ít câu lạc bộ trước đó đã vô địch giải đấu khu vực của họ. Giải đấu hoàn toàn là một giải đấu nghiệp dư; Hiệp hội bóng đá Hoàng gia Hà Lan (KNVB) đã từ chối mọi hình thức thanh toán và đình chỉ những cầu thủ bị phát hiện nhận lương hoặc phí chuyển nhượng. Lời kêu gọi bóng đá chuyên nghiệp tăng lên vào đầu những năm 50 sau khi nhiều thành viên đội tuyển quốc gia rời đi thi đấu ở nước ngoài để tìm kiếm lợi ích tài chính. KNVB thường đình chỉ những cầu thủ này, ngăn cản họ xuất hiện tại đội tuyển quốc gia Hà Lan. Sau trận lụt biển Bắc năm 1953, các cầu thủ Hà Lan ở nước ngoài (chủ yếu chơi ở giải đấu của Pháp) đã tổ chức một trận đấu từ thiện với đội tuyển quốc gia Pháp tại Paris. Trận đấu đã bị KNVB tẩy chay, nhưng sau khi các cầu thủ Hà Lan tập hợp lại đánh bại đội Pháp (2–1), công chúng Hà Lan đã chứng kiến những đỉnh cao có thể đạt được thông qua bóng đá chuyên nghiệp. Để phục vụ cho lợi ích ngày càng tăng, một hiệp hội bóng đá chuyên nghiệp bất đồng chính kiến (NBVB) và giải đấu đã được thành lập cho mùa giải 1954–55. Vào ngày 3 tháng 7 năm 1954, KNVB đã gặp một nhóm chủ tịch câu lạc bộ nghiệp dư quan tâm, những người lo ngại rằng những cầu thủ giỏi nhất sẽ tham gia các đội chuyên nghiệp. Cuộc họp, được gọi là slaapkamerconferentie (hội nghị phòng ngủ), đã dẫn đến việc Hiệp hội miễn cưỡng chấp nhận bán chuyên nghiệp.
Trong khi đó, cả KNVB và NBVB đều bắt đầu giải đấu riêng của họ. Trận đấu bóng đá chuyên nghiệp đầu tiên được tổ chức giữa Alkmaar và Venlo. Các giải đấu diễn ra trong mười một vòng, trước khi một cuộc sáp nhập được đàm phán giữa hai liên đoàn vào tháng 11. Cả hai giải đấu đều bị hủy bỏ và một giải đấu mới, kết hợp đã xuất hiện ngay lập tức. De Graafschap, Amsterdam, Alkmaar và Fortuna '54 từ NBVB đã được chấp nhận vào giải đấu mới. Các câu lạc bộ khác đã sáp nhập, dẫn đến những cái tên mới như Rapid J.C., Holland Sport và Roda Sport. Giải đấu (bán) chuyên nghiệp đầu tiên đã được Willem II giành chiến thắng. Đối với mùa giải 1956–57, KNVB đã từ bỏ hệ thống giải đấu khu vực. Eredivisie được thành lập, trong đó mười tám câu lạc bộ xuất sắc nhất trên toàn quốc trực tiếp thi đấu để giành chức vô địch mà không cần vòng play-off. Các thành viên đầu tiên của Eredivisie năm 1956 là Ajax, BVC, BVV, DOS, EVV, Elinkwijk, SC Enschede, Feijenoord, Fortuna '54, GVAV, MVV, NAC, NOAD, PSV, Rapid J.C., Sparta, VVV '03 và Willem II. Ajax là đội đầu tiên giành chức vô địch trong mùa giải đó. Dưới đây là hồ sơ đầy đủ về số lượng đội đã chơi trong mỗi mùa giải trong suốt lịch sử của giải đấu:
- 18 câu lạc bộ: 1956–1962
- 16 câu lạc bộ: 1962–1966
- 18 câu lạc bộ: 1966–nay

## Mùa giải 2024–25
| Câu lạc bộ        | Thành phố  | Sức chứa | Mùa giải 2023–24                     | Mùa giải đầu tiên tại Eredivisie | Số mùa giải ở Eredivisie | Mùa giải đầu tiên của giai đoạn hiện tại | Số mùa giải ở giai đoạn hiện tại | Danh hiệu Eredivisie | Danh hiệu quốc gia | Danh hiệu gần đây nhất |
| ----------------- | ---------- | -------- | ------------------------------------ | -------------------------------- | ------------------------ | ---------------------------------------- | -------------------------------- | -------------------- | ------------------ | ---------------------- |
| Ajaxa b           | Amsterdam  | 55.865   | thứ 5                                | 1956–57                          | 69                       | 1956–57                                  | 69                               | 26                   | 36                 | 2022                   |
| Almere City       | Almere     | 4.501    | thứ 13                               | 2023–24                          | 2                        | 2023–24                                  | 2                                | 0                    | 0                  | -                      |
| AZ                | Alkmaar    | 19.500   | thứ 4                                | 1968–69                          | 47                       | 1998–99                                  | 24                               | 2                    | 2                  | 2009                   |
| Feyenoorda b      | Rotterdam  | 51.137   | á quân                               | 1956–57                          | 69                       | 1956–57                                  | 69                               | 10                   | 16                 | 2023                   |
| Fortuna Sittard   | Sittard    | 12.500   | thứ 10                               | 1968–69                          | 26                       | 2018–19                                  | 7                                | 0                    | 0                  | -                      |
| Go Ahead Eagles   | Deventer   | 10.000   | thứ 9                                | 1963–64                          | 35                       | 2021–22                                  | 4                                | 0                    | 4                  | 1933                   |
| Groningen         | Groningen  | 22.550   | Á quân E.D. (thăng hạng)             | 1971–72                          | 45                       | 2024–25                                  | 1                                | 0                    | 0                  | -                      |
| SC Heerenveen     | Heerenveen | 27.224   | thứ 11                               | 1990–91                          | 33                       | 1993–94                                  | 32                               | 0                    | 0                  | -                      |
| Heracles Almelo   | Almelo     | 12.080   | thứ 14                               | 1962–63                          | 24                       | 2023–24                                  | 2                                | 0                    | 2                  | 1941                   |
| NAC Breda         | Breda      | 19.000   | thứ 8 E.D. (thăng hạng qua play-off) | 1956–57                          | 51                       | 2024–25                                  | 1                                | 0                    | 1                  | 1921                   |
| NEC               | Nijmegen   | 12.500   | thứ 6                                | 1967–68                          | 44                       | 2021–22                                  | 4                                | 0                    | 0                  | -                      |
| PEC Zwolle        | Zwolle     | 13.250   | thứ 12                               | 1978-79                          | 24                       | 2023–24                                  | 2                                | 0                    | 0                  | -                      |
| PSVa b            | Eindhoven  | 36.500   | vô địch                              | 1956–57                          | 69                       | 1956–57                                  | 69                               | 22                   | 25                 | 2024                   |
| RKC Waalwijk      | Waalwijk   | 7.508    | thứ 15                               | 1988–89                          | 29                       | 2019–20                                  | 6                                | 0                    | 0                  | -                      |
| Sparta Rotterdama | Rotterdam  | 11.026   | thứ 8                                | 1956–57                          | 59                       | 2019–20                                  | 6                                | 1                    | 6                  | 1959                   |
| FC Twentec        | Enschede   | 30.205   | 3                                    | 1956–57                          | 66                       | 2019–20                                  | 6                                | 1                    | 1                  | 2010                   |
| FC Utrechtb d     | Utrecht    | 23.750   | thứ 7                                | 1970–71                          | 55                       | 1970–71                                  | 55                               | 0                    | 0                  | -                      |
| Willem II         | Tilburg    | 14.700   | vô địch E.D. (thăng hạng)            | 1956–57                          | 47                       | 2024–25                                  | 1                                | 0                    | 3                  | 1955                   |

a Thành viên sáng lập của Eredivisie
b Không bao giờ bị xuống hạng khỏi Eredivisie
c Thành viên sáng lập của Eredivisie (với tên gọi Sportclub Enschede)
d Thành viên sáng lập của Eredivisie (với tên gọi VV DOS và USV Elinkwijk)

## Danh sách vô địch

### Vô địch quốc gia (1888–1956)
| Mùa giải  | Vô địch (số lần)    |
| --------- | ------------------- |
| 1888–89   | VV Concordia (1)    |
| 1889–90   | HFC (1)             |
| 1890–91   | HVV (1)             |
| 1891–92   | RAP (1)             |
| 1892–93   | HFC (2)             |
| 1893–94   | RAP (2)             |
| 1894–95   | HFC (3)             |
| 1895–96   | HVV (2)             |
| 1896–97   | RAP (3)             |
| 1897–98   | RAP (4)             |
| 1898–99   | RAP (5)             |
| 1899–1900 | HVV (3)             |
| 1900–01   | HVV (4)             |
| 1901–02   | HVV (5)             |
| 1902–03   | HVV (6)             |
| 1903–04   | HBS Craeyenhout (1) |
| 1904–05   | HVV (7)             |
| 1905–06   | HBS Craeyenhout (2) |
| 1906–07   | HVV (8)             |
| 1907–08   | Quick Den Haag (1)  |
| 1908–09   | Sparta (1)          |
| 1909–10   | HVV (9)             |
| 1910–11   | Sparta (2)          |
| 1911–12   | Sparta (3)          |
| 1912–13   | Sparta (4)          |
| 1913–14   | HVV (10)            |
| 1914–15   | Sparta (5)          |
| 1915–16   | Willem II (1)       |
| 1916–17   | Go Ahead (1)        |
| 1917–18   | Ajax (1)            |
| 1918–19   | Ajax (2)            |
| 1919–20   | Be Quick 1887 (1)   |
| 1920–21   | NAC (1)             |
| 1921–22   | Go Ahead (2)        |
| 1922–23   | RCH (1)             |
| 1923–24   | Feyenoord (1)       |
| 1924–25   | HBS Craeyenhout (3) |
| 1925–26   | SC Enschede (1)     |
| 1926–27   | Heracles (1)        |
| 1927–28   | Feyenoord (2)       |
| 1928–29   | PSV (1)             |
| 1929–30   | Go Ahead (3)        |
| 1930–31   | Ajax (3)            |
| 1931–32   | Ajax (4)            |
| 1932–33   | Go Ahead (4)        |
| 1933–34   | Ajax (5)            |
| 1934–35   | PSV (2)             |
| 1935–36   | Feyenoord (3)       |
| 1936–37   | Ajax (6)            |
| 1937–38   | Feyenoord (4)       |
| 1938–39   | Ajax (7)            |
| 1939–40   | Feyenoord (5)       |
| 1940–41   | Heracles (2)        |
| 1941–42   | ADO (1)             |
| 1942–43   | ADO (2)             |
| 1943–44   | De Volewijckers (1) |
| 1944–45   | không thi đấu       |
| 1945–46   | Haarlem (1)         |
| 1946–47   | Ajax (8)            |
| 1947–48   | BVV Den Bosch (1)   |
| 1948–49   | SVV (1)             |
| 1949–50   | Limburgia (1)       |
| 1950–51   | PSV (3)             |
| 1951–52   | Willem II (2)       |
| 1952–53   | RCH (2)             |
| 1953–54   | FC Eindhoven (1)    |
| 1954–55   | Willem II (3)       |
| 1955–56   | Rapid JC (1)        |

### Eredivisie (từ 1956)
| Mùa giải  | Vô địch                                 | Vua phá lưới                            | Số bàn thắng                            |
| --------- | --------------------------------------- | --------------------------------------- | --------------------------------------- |
| 1956–57   | Ajax (9)                                | Coen Dillen                             | 43                                      |
| 1957–58   | D.O.S. (1)                              | Leo Canjels                             | 32                                      |
| 1958–59   | Sparta (6)                              | Leo Canjels                             | 34                                      |
| 1959–60   | Ajax (10)                               | Henk Groot                              | 38                                      |
| 1960–61   | Feyenoord (6)                           | Henk Groot                              | 41                                      |
| 1961–62   | Feyenoord (7)                           | Dick Tol                                | 27                                      |
| 1962–63   | PSV (4)                                 | Pierre Kerkhofs                         | 22                                      |
| 1963–64   | DWS (1)                                 | Frans Geurtsen                          | 28                                      |
| 1964–65   | Feyenoord (8)                           | Frans Geurtsen                          | 23                                      |
| 1965–66   | Ajax (11)                               | Willy van der Kuijlen / Piet Kruiver    | 23                                      |
| 1966–67   | Ajax (12)                               | Johan Cruyff                            | 33                                      |
| 1967–68   | Ajax (13)                               | Ove Kindvall                            | 28                                      |
| 1968–69   | Feyenoord (9)                           | Dick van Dijk / Ove Kindvall            | 30                                      |
| 1969–70   | Ajax (14)                               | Willy van der Kuijlen                   | 26                                      |
| 1970–71   | Feyenoord (10)                          | Ove Kindvall                            | 24                                      |
| 1971–72   | Ajax (15)                               | Johan Cruyff                            | 25                                      |
| 1972–73   | Ajax (16)                               | Cas Janssens / Willy Brokamp            | 18                                      |
| 1973–74   | Feyenoord (11)                          | Willy van der Kuijlen                   | 27                                      |
| 1974–75   | PSV (5)                                 | Ruud Geels                              | 30                                      |
| 1975–76   | PSV (6)                                 | Ruud Geels                              | 29                                      |
| 1976–77   | Ajax (17)                               | Ruud Geels                              | 34                                      |
| 1977–78   | PSV (7)                                 | Ruud Geels                              | 30                                      |
| 1978–79   | Ajax (18)                               | Kees Kist                               | 34                                      |
| 1979–80   | Ajax (19)                               | Kees Kist                               | 27                                      |
| 1980–81   | AZ '67 (1)                              | Ruud Geels                              | 22                                      |
| 1981–82   | Ajax (20)                               | Wim Kieft                               | 32                                      |
| 1982–83   | Ajax (21)                               | Peter Houtman                           | 30                                      |
| 1983–84   | Feyenoord (12)                          | Marco van Basten                        | 28                                      |
| 1984–85   | Ajax (22)                               | Marco van Basten                        | 22                                      |
| 1985–86   | PSV (8)                                 | Marco van Basten                        | 37                                      |
| 1986–87   | PSV (9)                                 | Marco van Basten                        | 31                                      |
| 1987–88   | PSV (10)                                | Wim Kieft                               | 29                                      |
| 1988–89   | PSV (11)                                | Romário                                 | 19                                      |
| 1989–90   | Ajax (23)                               | Romário                                 | 23                                      |
| 1990–91   | PSV (12)                                | Romário / Dennis Bergkamp               | 25                                      |
| 1991–92   | PSV (13)                                | Dennis Bergkamp                         | 22                                      |
| 1992–93   | Feyenoord (13)                          | Dennis Bergkamp                         | 26                                      |
| 1993–94   | Ajax (24)                               | Jari Litmanen                           | 26                                      |
| 1994–95   | Ajax (25)                               | Ronaldo                                 | 30                                      |
| 1995–96   | Ajax (26)                               | Luc Nilis                               | 21                                      |
| 1996–97   | PSV (14)                                | Luc Nilis                               | 21                                      |
| 1997–98   | Ajax (27)                               | Nikos Machlas                           | 34                                      |
| 1998–99   | Feyenoord (14)                          | Ruud van Nistelrooy                     | 31                                      |
| 1999–2000 | PSV (15)                                | Ruud van Nistelrooy                     | 29                                      |
| 2000–01   | PSV (16)                                | Mateja Kežman                           | 24                                      |
| 2001–02   | Ajax (28)                               | Pierre van Hooijdonk                    | 24                                      |
| 2002–03   | PSV (17)                                | Mateja Kežman                           | 35                                      |
| 2003–04   | Ajax (29)                               | Mateja Kežman                           | 31                                      |
| 2004–05   | PSV (18)                                | Dirk Kuyt                               | 29                                      |
| 2005–06   | PSV (19)                                | Klaas-Jan Huntelaar                     | 33                                      |
| 2006–07   | PSV (20)                                | Afonso Alves                            | 34                                      |
| 2007–08   | PSV (21)                                | Klaas-Jan Huntelaar                     | 33                                      |
| 2008–09   | AZ (2)                                  | Mounir El Hamdaoui                      | 23                                      |
| 2009–10   | Twente (1)                              | Luis Suárez                             | 35                                      |
| 2010–11   | Ajax (30)                               | Björn Vleminckx                         | 23                                      |
| 2011–12   | Ajax (31)                               | Bas Dost                                | 32                                      |
| 2012–13   | Ajax (32)                               | Wilfried Bony                           | 31                                      |
| 2013–14   | Ajax (33)                               | Alfreð Finnbogason                      | 29                                      |
| 2014–15   | PSV (22)                                | Memphis Depay                           | 22                                      |
| 2015–16   | PSV (23)                                | Vincent Janssen                         | 27                                      |
| 2016–17   | Feyenoord (15)                          | Nicolai Jørgensen                       | 21                                      |
| 2017–18   | PSV (24)                                | Alireza Jahanbakhsh                     | 21                                      |
| 2018–19   | Ajax (34)                               | Luuk de Jong / Dušan Tadić              | 28                                      |
| 2019–20   | Giải đấu bị hủy bỏ do Đại dịch COVID-19 | Giải đấu bị hủy bỏ do Đại dịch COVID-19 | Giải đấu bị hủy bỏ do Đại dịch COVID-19 |
| 2020–21   | Ajax (35)                               | Giorgos Giakoumakis                     | 26                                      |
| 2021–22   | Ajax (36)                               | Sébastien Haller                        | 21                                      |
| 2022–23   | Feyenoord (16)                          | Anastasios Douvikas / Xavi Simons       | 19                                      |
| 2023–24   | PSV (25)                                | Vangelis Pavlidis / Luuk de Jong        | 29                                      |
| 2024–25   | PSV (26)                                | Sem Steijn                              | 24                                      |

## Thống kê

### Câu lạc bộ
Danh sách các câu lạc bộ giành được danh hiệu:
| Câu lạc bộ        | Vô địch | Á quân | Mùa giải vô địch |
| ----------------- | ------- | ------ | --- |
| Ajax              | 36      | 23     | 1917–18, 1918–19, 1930–31, 1931–32, 1933–34, 1936–37, 1938–39, 1946–47, 1956–57, 1959–60, 1965–66, 1966–67, 1967–68, 1969–70, 1971–72, 1972–73, 1976–77, 1978–79, 1979–80, 1981–82, 1982–83, 1984–85, 1989–90, 1993–94, 1994–95, 1995–96, 1997–98, 2001–02, 2003–04, 2010–11, 2011–12, 2012–13, 2013–14, 2018–19, 2020–21, 2021–22 |
| PSV Eindhoven     | 26      | 16     | 1928–29, 1934–35, 1950–51, 1962–63, 1974–75, 1975–76, 1977–78, 1985–86, 1986–87, 1987–88, 1988–89, 1990–91, 1991–92, 1996–97, 1999–2000, 2000–01, 2002–03, 2004–05, 2005–06, 2006–07, 2007–08, 2014–15, 2015–16, 2017–18, 2023–24, 2024–25                                                                                         |
| Feyenoord         | 16      | 21     | 1923–24, 1927–28, 1935–36, 1937–38, 1939–40, 1960–61, 1961–62, 1964–65, 1968–69, 1970–71, 1973–74, 1983–84, 1992–93, 1998–99, 2016–17, 2022–23 |
| HVV Den Haag      | 10      | 1      | 1890–91, 1895–96, 1899–1900, 1900–01, 1901–02, 1902–03, 1904–05, 1906–07, 1909–10, 1913–14 |
| Sparta Rotterdam  | 6       | –      | 1908–09, 1910–11, 1911–12, 1912–13, 1914–15, 1958–59 |
| RAP               | 5       | 3      | 1891–92, 1893–94, 1896–97, 1897–98, 1898–99 |
| Go Ahead Eagles   | 4       | 5      | 1916–17, 1921–22, 1929–30, 1932–33 |
| Koninklijke HFC   | 3       | 3      | 1889–90, 1892–93, 1894–95 |
| Willem II         | 3       | 1      | 1915–16, 1951–52, 1954–55 |
| HBS Craeyenhout   | 3       | –      | 1903–04, 1905–06, 1924–25 |
| AZ                | 2       | 2      | 1980–81, 2008–09 |
| Heracles Almelo   | 2       | 1      | 1926–27, 1940–41 |
| ADO Den Haag      | 2       | –      | 1941–42, 1942–43 |
| RCH               | 2       | –      | 1922–23, 1952–53 |
| NAC Breda         | 1       | 4      | 1920–21 |
| FC Twente         | 1       | 3      | 2009–10 |
| DWS               | 1       | 3      | 1963–64 |
| Roda JC Kerkrade* | 1       | 2      | 1955–56 |
| Be Quick          | 1       | 2      | 1919–20 |
| FC Eindhoven      | 1       | 2      | 1953–54 |
| SC Enschede       | 1       | 1      | 1925–26 |
| DOS               | 1       | 1      | 1957–58 |
| FC Den Bosch      | 1       | 1      | 1947–48 |
| De Volewijckers   | 1       | –      | 1943–44 |
| HFC Haarlem       | 1       | –      | 1945–46 |
| Limburgia         | 1       | –      | 1949–50 |
| SVV               | 1       | –      | 1948–49 |
| Quick Den Haag    | 1       | –      | 1907–08 |
| VV Concordia      | 1       | –      | 1888–89 |

* Rapid JC.
Tỷ lệ vô địch
- Khác: 15 đội, mỗi đội 1 danh hiệu.

### Cầu thủ

#### Thi đấu nhiều nhất
| Hạng | Cầu thủ         | Số trận | Vị trí  | Từ      | Đến     |
| ---- | --------------- | ------- | ------- | ------- | ------- |
| 1    | Pim Doesburg    | 687     | Thủ môn | 1962–63 | 1986–87 |
| 2    | Jan Jongbloed   | 684     | Thủ môn | 1959–60 | 1985–86 |
| 3    | Piet Schrijvers | 576     | Thủ môn | 1963–64 | 1984–85 |

#### Ghi bàn nhiều nhất
| Hạng | Cầu thủ               | Số bàn thắng | Số trận | Tỷ lệ | Vị trí   | Từ      | Đến     |
| ---- | --------------------- | ------------ | ------- | ----- | -------- | ------- | ------- |
| 1    | Willy van der Kuijlen | 311          | 545     | 0,57  | Tiền đạo | 1964–65 | 1981–82 |
| 2    | Ruud Geels            | 266          | 392     | 0,68  | Tiền đạo | 1964–65 | 1983–84 |
| 3    | Johan Cruijff         | 216          | 309     | 0,70  | Tiền đạo | 1964–65 | 1983–84 |
| 4    | Kees Kist             | 212          | 372     | 0,57  | Tiền đạo | 1972–73 | 1983–84 |
| 5    | Tonny van der Linden  | 208          | 456     | 0,46  | Tiền đạo | 1956–57 | 1966–67 |

## Nhà tài trợ các mùa giải
- Eredivisie (1956–1990)
- PTT-Telecompetitie (1990–1999)
- KPN-Telecompetitie (1999–2000)
- KPN Eredivisie (2000–2002)
- Holland Casino Eredivisie (2002–2005)
- Eredivisie (2005–nay)